# آزمایشگاه گالتون
آزمایشگاه گالتون (انگلیسی: Galton Laboratory) آزمایشگاه گالتون آزمایشگاهی برای تحقیق در مورد اصلاح نژاد و سپس ژنتیک انسانی مستقر در کالج دانشگاهی لندن در لندن، انگلستان بود. در ابتدا در سال ۱۹۰۴ تأسیس شد و در سال ۱۹۹۶ بخشی از بخش زیست‌شناسی کالج دانشگاهی لندن شد.